# Chapelle Notre-Dame de Turlande
Pour les articles homonymes, voir chapelle Notre-Dame.
La chapelle Notre-Dame de Turlande est une chapelle située en France sur la commune de Paulhenc (Cantal), en région Auvergne-Rhône-Alpes.

## Localisation
Le monument se trouve dans le hameau de Turlande.

## Historique
Érigée en 1275 près du château, la chapelle castrale a été renforcée en 1425 avant de devenir un lieu de pèlerinage au XIXe siècle.

### Protection
La chapelle est inscrite au titre des monuments historiques par arrêté du 31 décembre 1996.